# Acústico ao Vivo (álbum de Edson & Hudson)
Acústico Ao Vivo é o quarto álbum da carreira da dupla sertaneja brasileira Edson & Hudson, e o primeiro gravado ao vivo, lançado em 2002 pela Deckdisc. Foi com esse disco que a dupla estourou nas paradas de sucesso em todo Brasil, e também com o sucesso da música "Azul". O álbum contém algumas músicas já gravadas pela dupla como "Festa Louca", "Te Quero Pra Mim" e "Deixa Eu Te Amar", e inéditas como "Me Bate, Me Xinga" e "Meu Anjo". O álbum vendeu mais de 150 mil cópias, recebendo disco de ouro, e foi indicado ao Grammy Latino na categoria de "Melhor Álbum de Música Sertaneja".

## Faixas
| N.º | Título                                      | Compositor(es)                                                                                       | Duração |  |
| 1.  | "Azul"                                      | Flávio Santander / Gustavo Santander - versão: Santiago Ferraz                                       | 3:08    |  |
| 2.  | "Mil Razões Para Chorar"                    | Eros Fidélis / Roberto Corrêa / Jon Lemos                                                            | 3:36    |  |
| 3.  | "Deixa Eu Te Amar"                          | Edson / Flavinho                                                                                     | 3:24    |  |
| 4.  | "Festa Louca"                               | Pam Tillis / Jess Leary - versão: Edson / Raul / Marquinhos                                          | 2:32    |  |
| 5.  | "Meu Anjo"                                  | Miguel Velázquez - versão: Edson                                                                     | 3:59    |  |
| 6.  | "Me Bate, Me Xinga"                         | Edson / Hudson / Raul / Vinicius                                                                     | 2:57    |  |
| 7.  | "Cidadão"                                   | Lúcio Barbosa                                                                                        | 3:49    |  |
| 8.  | "Mulher, Cerveja e Viola"                   | Edson / Hudson / Beijinho                                                                            | 2:41    |  |
| 9.  | "A Força da Paixão"                         | Gilson / Tivas                                                                                       | 2:44    |  |
| 10. | "Saudade"                                   | Edson / Hudson / Beijinho                                                                            | 3:31    |  |
| 11. | "Zoião"                                     | Tivas / Nino                                                                                         | 2:36    |  |
| 12. | "Jura"                                      | Luis Angel/versão: Piska                                                                             | 3:48    |  |
| 13. | "Te Quero Pra Mim"                          | Mark D. Sanders / Ed Hill - versão: Edson/Raul/Marquinhos                                            | 3:12    |  |
| 14. | "Pagode Em Brasília/Pagode/A Coisa Tá Feia" | Teddy Vieira / Lourival dos Santos; Tião Carreiro / Carreirinho; Tião Carreiro / Lourival dos Santos | 2:57    |  |

## Certificações
| Brasil (ABPD)                             | Ouro | 2003 | 150.000* |
| *número de vendas baseado na certificação |      |      |          |